# Choe Kum-chol
Choe Kum-chol ((최금철?, 崔金哲?); Pyongyang, 9 febbraio 1987) è un calciatore nordcoreano, attaccante dell'April 25 e della Nazionale nordcoreana.